# Den magiska kristallen
Den magiska kristallen (finska: Maaginen kristalli) är en finsk-belgisk datoranimerad julfilm, regisserad av Antti Haikala.
Filmen hade biopremiär i Finland den 18 november 2011.

## Handling
Yotan och Red Caps-patrullen måste rädda den magiska kristallen, för att jultomten med den ska kunna dela ut presenter och julglädje till barn över hela världen. Tomtens tvillingbror, Basil, har dock klurat ut en på listig plan: han ska stjäla kristallen och därmed ta över barnen, precis som Robo-bergsandarna gjort tidigare.
För att rädda kristallen behövs människobarnet Yotans mod och Red Caps-patrullen magiska förmågor för att få kristallen till rätt plats för jultomten.

## Rollista
- Jukka Nylund – Yotan
- Paula Vesala – Jaga
- Kiti Kokkonen – Jiffy
- Veeti Kallio – Basil
- Antti Jaakola – Lätty
- Henni-Liisa Stam – Didi
- Jon-Jon Geitel – Smoo
- Aapo Haikala – Alpo
- Veikko Honkanen – jultomten
- Maija-Liisa Peuhu – Maija, julmor
- Aarni Hyökki – pojke
- Minna Tasanto – mamma
- Rauno Ahonen – barnhemsföreståndare
- Antti Haikala – robotar
- Maria Kemppainen – övriga röster
- Juhani Rajalin – övriga röster
- Juha Paananen – övriga röster
- Joonathan Kettunen – övriga röster
- Santtu Karvonen – Poro (okrediterad)

## Mottagande
Den magiska kristallen fick ett ljummet mottagande av kritiker. Iltalehtis recension kritiserade filmens manus som grovhugget, och berättelsen som "tv-spelsliknande ludd". Även MTV:s kritiker Outi Heiskanen beskrev filmen som "ett färdigt konsolspel". Film-O-Holic.coms Jokke Ihalainen kritiserade filmens dialog för att låta som en falsk dubbning av en amerikansk film. Däremot så berömde Episodis Päivi Laajalahti filmens dialog som kvick.
Filmen förväntades bli en biosuccé likt Niko – på väg mot stjärnorna, som sågs av nästan 234 000 tittare, men lyckades i slutändan endast dra 5 000 tittare under sin premiärhelg och 16 865 tittare totalt.